# Liste der Monuments historiques in Thoste
Die Liste der Monuments historiques in Thoste führt die Monuments historiques in der französischen Gemeinde Thoste auf.

## Liste der Immobilien
| Bezeichnung    | Beschreibung           | Standort                                 | Kennzeichnung | Schutzstatus | Datum | Bild           |
| -------------- | ---------------------- | ---------------------------------------- | ------------- | ------------ | ----- | -------------- |
| Friedhofskreuz | Stein, 16. Jahrhundert | Rue de l’Eglise, auf dem Friedhof (Lage) | PA00112699    | Inscrit      | 1926  | weitere Bilder |

## Liste der Objekte
| Bezeichnung | Beschreibung                                 | Standort                       | Kennzeichnung | Schutzstatus | Datum | Bild |
| ----------- | -------------------------------------------- | ------------------------------ | ------------- | ------------ | ----- | ---- |
| Kruzifixus  | Torso; Holz, farbig gefasst, 14. Jahrhundert | in der Kirche Ste-Croix (Lage) | PM21004009    | Inscrit      | 1993  |      |